# Pseudotaria muramotoi
Pseudotaria muramotoi (лат.) — вид вымерших морских млекопитающих из семейства моржовые отряда хищных. Единственный вид рода Pseudotaria. Его окаменелости найдены на острове Хоккайдо (Япония), в слоях позднего миоцена. Время существования от 11,62 до 7,246 миллионов лет назад.

## Внешний вид и строение
Голотип Pseudotaria muramotoi — CBM-PV 382, частичный ископаемый череп. У этого вида отсутствовали характерные для современного моржа огромные бивни. Его верхние клыки были не крупнее, чем у обычных хищных зверей.

## Филогения
Archaeodobenus akamatsui известен из той же формации что и Pseudotaria muramotoi, но они отличались друг от друга по размеру и форме затылочного отростка, затылочного отверстия и сосцевидного отростка черепа, а также другими чертами посткраниального строения. На основе данных филогенетического анализа, считается, что А. akamatsui мог отделиться от P. muramotoi в конце миоцена в северо-западной части Тихого океана. Видимо, разделение предков этих зверей произошло из-за резкого падения уровня моря, изолировавшего разные популяции друг от друга, а когда их потомки вновь встретились, они уже стали представителями разных родов.